# Fédora (film, 1934)
Pour les articles homonymes, voir Fedora (homonymie).
Pour plus de détails, voir Fiche technique et Distribution.
Fédora est un film français réalisé par Louis Gasnier, sorti en 1934.

## Fiche technique
- Titre : Fédora
- Réalisation : Louis Gasnier
- Scénario : Léopold Marchand, d'après la pièce de Victorien Sardou
- Photographie : Spalding
- Musique : Marcel Lattès
- Décors : Henri Ménessier et Jacques-Laurent Atthalin
- Costumes : Bob Fort
- Son : Szygelberg
- Pays de production :  France
- Société de production : Paris France Production
- Format : Noir et blanc — — 35 mm — 1,37:1 — Son : Mono
- Genre : Comédie dramatique
- Durée : 75 minutes (1 h 15)
- Date de sortie :
  - France : 23 mars 1934

## Distribution
- Marie Bell
- Ernest Ferny
- Henri Bosc
- Edith Méra